# Thunnini
Tribu
Les Thunnini sont une tribu de poissons perciformes de la famille des Scombridae.

## Liste des genres
Selon ITIS (7 juillet 2019) :
- genre Allothunnus Serventy, 1948
- genre Auxis Cuvier, 1829
- genre Euthynnus Lütken in Jordan & Gilbert, 1883
- genre Katsuwonus Kishinouye, 1915 (une seule espèce Katsuwonus pelamis, la Bonite à ventre rayée)
- genre Thunnus South, 1845